# 睦千賀
睦 千賀（むつみ ちが、本名:中澤智子、1925年9月9日 - 2011年6月15日）とは元宝塚歌劇団娘役（元雪組組長）の人物である。兵庫県芦屋市出身。芦屋高等女学校出身。芸名の由来はいつまでも人の和を保つように。宝塚歌劇団時代の愛称はサトちゃん。以前の芸名は睦 千世（むつみ ちよ）。 

## 来歴・人物
1939年に宝塚音楽舞踊学校（現在の宝塚音楽学校）に入学し、1941年に29期生として、宝塚歌劇団に入団。初舞台公演演目は『大やまとの歌』。宝塚入団時の成績は17人中5位。
在団中に渡辺武男の郷土芸能シリーズ作品振付助手を担当。
1960年?から1963年?まで、月組副組長を務める。
1967年?から1975年?まで、花組副組長を務める。
1975年から1979年まで、雪組組長を務める。
1979年、専科に異動。
1984年、宝塚音楽学校日本舞踊講師。
1985年9月9日付で宝塚歌劇団を退団。最終出演公演の演目は星組・東京宝塚劇場公演『哀しみのコルドバ』である。
2011年6月15日、逝去。85歳没。

## 宝塚歌劇団時代の主な舞台
- 第三回ハワイ公演参加（1957年4月）
- 『清姫』初瀬 役／『三銃士』ジプシーの老婆 役（1961年9月）
- 『連獅子』母獅子 役（1962年5月）
- 『ユンタ』踊る女 役（振付スタッフ）（1964年8月）
- 『白鸞』白鸞A 役（1967年6月）
- 『メナムに赤い花が散る』乳母 役（1967年9月）
- 『花は散る散る』雲井 役（1971年4月）
- 『シシリーの夕陽』レオレーラ 役（1971年11月）
- 『浜千鳥』王妃 役（1972年5月）
- 『炎の天草灘』志乃 役（1972年9月）
- 『この恋は雲の涯まで』皐月 役（1973年7月 - 8月）
- 『この恋は雲の涯まで』秀麗 役（1973年8月 - 9月）
- 『夢みる恋人たち』皇太后 役（1975年3月）
- 『ベルサイユのばら』オルレアン公爵夫人（1975年8月 - 9月）
- 『星影の人』喜久 役（1976年6月 - 8月）
- 『鶯歌春』芳泉 役（1977年2月 - 3月）
- 『あかねさす紫の花』舟坂郎女 役（1977年7月 - 8月）
- 『風と共に去りぬ』ピティパット 役（1978年1月 - 2月）
- 『丘の上のジョニー』テレーズ 役（1978年6月 - 8月）
- 『去りゆきし君がために』コンスタンチ 役（1980年2月 - 3月）
- 『新源氏物語』尼君 役（1981年1月 - 2月）
- 『こぶし咲く春』志乃 役（1983年1月 - 2月）
- 『花供養』公覚尼 役（1984年3月、宝塚バウホール公演）
- 『哀しみのコルドバ』マリア 役（1985年2月 - 3月）

『歌劇』1985年9月号のp.134-135（宝塚歌劇団）を参考にした。

## ドラマ出演
- 『ものいうかしの木』（1959年6月3日、NHK）